# Christophe Demeautis
| 26984 Fernand-Roland | 1º novembre 1997  |
| 46731 Prieurblanc    | 4 ottobre 1997    |
| 59833 Danimatter     | 3 settembre 1999  |
| 93102 Leroy          | 27 settembre 2000 |
| 186832 Mosser        | 17 marzo 2004     |

Christophe Demeautis (...) è un astronomo amatoriale francese.
Il Minor Planet Center gli accredita la scoperta di sette asteroidi, effettuate tra il 1997 e il 2004, in parte in collaborazione con altri astronomi: Philippe Buttani, Robin Chassagne e Daniel Matter.
Gli è stato dedicato l'asteroide 14141 Demeautis.